# Scrophularia yoshimurae
Scrophularia yoshimurae là một loài thực vật có hoa trong họ Huyền sâm. Loài này được T. Yamaz. miêu tả khoa học đầu tiên năm 1949.